# Heterospilus bruesi
Heterospilus bruesi  (лат.) — вид наездников рода Heterospilus из подсемейства Doryctinae семейства бракониды (Braconidae). Встречаются в Центральной Америке: эндемик Коста-Рики.

## Описание
Мелкие перепончатокрылые насекомые, длина 3,0 мм. Голова и грудь тёмно-коричневые; ноги и скапус жёлтые (скапус без коричневой латеральной продольной полоски), флагеллум коричневый с апикальным белыми 3-5-м флагелломерами. Метасомальные 1-4-й тергиты коричневые, 5-7-й тергиты жёлтые. Вертекс и лоб поперечно бороздчатые; 4-7-й метасомальные тергиты гладкие. Скутеллюм гранулированный, мезоплеврон гладкий, лицо бороздчатое. Маларное пространство меньше чем 0,25 от высоты глаза. Число жгутиков неизвестно. Расстояние между оцеллием и сложным глазом равно примерно 2,5-кратному диаметру бокового оцеллия. Яйцеклад равен примерно 75 % от длины брюшка. В переднем крыле развита радиомедиальная жилка. Передняя голень с единственным рядом коротких шипиков вдоль переднего края. На задних тазиках ног есть отчётливый антеровентральный базальный выступ, вертекс головы сбоку у глаз нерезко угловатый. Предположительно, как и другие виды рода Heterospilus, паразитируют на жуках или бабочках. Вид был впервые описан в 2013 году американским гименоптерологом Полом Маршем (Paul M. Marsh; North Newton, Канзас, США) с группой американских коллег-энтомологов (Wild Alexander L., Whitfield James B.; Иллинойсский университет в Урбане-Шампейне, Эрбана, Иллинойс, США) и назван в честь крупного американского специалиста по наездникам-браконидам Чарльза Томаса Брюеса (C. T. Brues, 1879—1955), описавшего в 1900-х годах множество новых таксонов этих насекомых. От близких видов Heterospilus bruesi отличается частичной бороздчатостью апикальных тергитов брюшка, а также жилкованием крыльев (жилка r переднего крыла короче, чем жилка 3RSa; в заднем крыле присутствует жилка SC+R, а жилка M+CU равны длиннее жилки 1M).